# Élections législatives de 1962 dans la Haute-Vienne
Les élections législatives françaises de 1962 ont lieu les 18 et 25 novembre 1962.  Dans le département de la Haute-Vienne, trois députés sont à élire dans le cadre de trois circonscriptions.

## Élus
| Circonscription | Député sortant   | Parti | Parti | Député élu ou réélu | Parti | Parti |
| --------------- | ---------------- | ----- | ----- | ------------------- | ----- | ----- |
| 1re             | René Regaudie    |       | SFIO  | René Regaudie       |       | SFIO  |
| 2e              | Jacques Boutard  |       | SFIO  | Jacques Boutard     |       | SFIO  |
| 3e              | Louis Longequeue |       | SFIO  | Louis Longequeue    |       | SFIO  |

## Résultats

### Résultats à l'échelle du département
| Parti          | Parti                                          | Premier tour | Premier tour | Second tour | Second tour | Sièges |
| Parti          | Parti                                          | Voix         | %            | Voix        | %           | Sièges |
| -------------- | ---------------------------------------------- | ------------ | ------------ | ----------- | ----------- | ------ |
|                | Union pour la nouvelle République (UDT)        | 24 909       | 17,80        | 37 258      | 26,54       | 0      |
|                | Républicains indépendants                      | 8 864        | 6,33         | Retrait     | Retrait     | 0      |
|                | Majorité présidentielle                        | 33 773       | 24,13        | 37 258      | 26,54       | 0      |
|                |                                                |              |              |             |             |        |
|                | Mouvement républicain populaire                | 6 950        | 4,97         | Retrait     | Retrait     | 0      |
|                | Centre démocratique                            | 6 950        | 4,97         |             |             | 0      |
|                |                                                |              |              |             |             |        |
|                | Section française de l'Internationale ouvrière | 49 836       | 35,61        | 80 981      | 57,69       | 3      |
|                | Parti communiste français                      | 49 399       | 35,30        | 22 132      | 15,77       | 0      |
|                |                                                |              |              |             |             |        |
| Inscrits       | Inscrits                                       | 225 973      | 100,00       | 225 937     | 100,00      | 3      |
| Abstentions    | Abstentions                                    | 80 926       | 35,81        | 74 718      | 33,07       |        |
| Votants        | Votants                                        | 145 047      | 64,19        | 151 219     | 66,93       |        |
| Blancs et nuls | Blancs et nuls                                 | 5 089        | 3,51         | 10 848      | 7,17        |        |
| Exprimés       | Exprimés                                       | 139 958      | 96,49        | 140 371     | 92,83       |        |

### Résultats par circonscription

#### Première circonscription (Limoges - Saint-Léonard-de-Noblat)
| Candidat       | Candidat                    | Parti          | Premier tour | Premier tour | Second tour | Second tour |  |
| Candidat       | Candidat                    | Parti          | Voix         | %            | Voix        | %           |  |
| -------------- | --------------------------- | -------------- | ------------ | ------------ | ----------- | ----------- |  |
|                | René Regaudie sortant réélu | SFIO           | 16 727       | 34,87        | 28 177      | 60,25       |  |
|                | Alphonse Denis              | PCF            | 15 386       | 32,07        | Retrait     | Retrait     |  |
|                | M. Kresser                  | UNR-UDT        | 12 158       | 25,35        | 18 593      | 39,75       |  |
|                | Louis Varnoux               | MRP            | 3 699        | 7,71         | Retrait     | Retrait     |  |
|                |                             |                |              |              |             |             |  |
| Inscrits       | Inscrits                    | Inscrits       | 78 441       | 100,00       | 78 483      | 100,00      |  |
| Abstentions    | Abstentions                 | Abstentions    | 28 842       | 36,77        | 27 486      | 35,02       |  |
| Votants        | Votants                     | Votants        | 49 599       | 63,23        | 50 997      | 64,98       |  |
| Blancs et nuls | Blancs et nuls              | Blancs et nuls | 1 629        | 3,28         | 4 227       | 8,29        |  |
| Exprimés       | Exprimés                    | Exprimés       | 47 970       | 96,72        | 46 770      | 91,71       |  |

#### Deuxième circonscription (Saint-Junien)
| Candidat       | Candidat                      | Parti          | Premier tour | Premier tour | Second tour | Second tour |  |
| Candidat       | Candidat                      | Parti          | Voix         | %            | Voix        | %           |  |
| -------------- | ----------------------------- | -------------- | ------------ | ------------ | ----------- | ----------- |  |
|                | Marcel Rigout                 | PCF            | 17 641       | 40,92        | 22 132      | 47,41       |  |
|                | Jacques Boutard sortant réélu | SFIO           | 16 607       | 38,52        | 24 549      | 52,59       |  |
|                | M. Depland                    | RI             | 8 864        | 20,56        | Retrait     | Retrait     |  |
|                |                               |                |              |              |             |             |  |
| Inscrits       | Inscrits                      | Inscrits       | 67 115       | 100,00       | 67 096      | 100,00      |  |
| Abstentions    | Abstentions                   | Abstentions    | 22 154       | 33,01        | 17 895      | 26,67       |  |
| Votants        | Votants                       | Votants        | 44 961       | 66,99        | 49 201      | 73,33       |  |
| Blancs et nuls | Blancs et nuls                | Blancs et nuls | 1 849        | 4,11         | 2 520       | 5,12        |  |
| Exprimés       | Exprimés                      | Exprimés       | 43 112       | 95,89        | 46 681      | 94,88       |  |

#### Troisième circonscription (Limoges - Bellac)
| Candidat       | Candidat                       | Parti          | Premier tour | Premier tour | Second tour | Second tour |  |
| Candidat       | Candidat                       | Parti          | Voix         | %            | Voix        | %           |  |
| -------------- | ------------------------------ | -------------- | ------------ | ------------ | ----------- | ----------- |  |
|                | Louis Longequeue sortant réélu | SFIO           | 16 502       | 33,76        | 28 255      | 60,22       |  |
|                | Jean Tricart                   | PCF            | 16 372       | 33,5         | Retrait     | Retrait     |  |
|                | M. Richard                     | UNR-UDT        | 12 751       | 26,09        | 18 665      | 39,78       |  |
|                | Jean Dufour                    | MRP            | 3 251        | 6,65         | Retrait     | Retrait     |  |
|                |                                |                |              |              |             |             |  |
| Inscrits       | Inscrits                       | Inscrits       | 80 417       | 100,00       | 80 358      | 100,00      |  |
| Abstentions    | Abstentions                    | Abstentions    | 29 930       | 37,22        | 29 337      | 36,51       |  |
| Votants        | Votants                        | Votants        | 50 487       | 62,78        | 51 021      | 63,49       |  |
| Blancs et nuls | Blancs et nuls                 | Blancs et nuls | 1 611        | 3,19         | 4 101       | 8,04        |  |
| Exprimés       | Exprimés                       | Exprimés       | 48 876       | 96,81        | 46 920      | 91,96       |  |